# Effingham County (Georgia)
Effingham County is een county in de Amerikaanse staat Georgia.
De county heeft een landoppervlakte van 1.242 km² en telt 37.535 inwoners (volkstelling 2000). De hoofdplaats is Springfield.